# Plaxomicrus
Plaxomicrus is een kevergeslacht uit de familie van de boktorren (Cerambycidae). De wetenschappelijke naam van het geslacht werd voor het eerst geldig gepubliceerd in 1857 door Thomson.

## Soorten
Plaxomicrus omvat de volgende soorten:
- Plaxomicrus ellipticus Thomson, 1857
- Plaxomicrus latus Gahan, 1901
- Plaxomicrus nigriventris Pu, 1991
- Plaxomicrus oberthuri Gahan, 1901
- Plaxomicrus pallidicolor Pic, 1912
- Plaxomicrus sikkimensis Breuning, 1956
- Plaxomicrus szetschuanus Breuning, 1956
- Plaxomicrus violaceomaculatus Pic, 1912